# Vimentina
La vimentina és una de les proteïnes fibroses que formen els filaments intermedis del citoesquelet intracel·lular, en particular de cèl·lules embrionàries, de certes cèl·lules endotelials, així com en les cèl·lules sanguínies. Els monòmers de la vimentina s'enrotllen una amb l'altra formant una fibra estable que és crítica per les seves tasques.
La seva funció principal és la de proveir una àncora per al suport dels orgànuls intracel·lulars (per exemple, del mitocondri, del reticle endoplasmàtic, etc.). Juntament amb altres filaments intermedis mantenen la integritat física de la cèl·lula. També participen en algunes unions intercel·lulars (desmosomes).
La vimentina és també usada com un marcador de certs tumors i melanomes.
1. ↑  «Malalties que s'associen genèticament amb vimentina, vegeu/editeu les referències a wikidata».
2. 1 2 3  GRCh38: Ensembl release 89: ENSG00000026025 - Ensembl, May 2017
3. 1 2 3  GRCm38: Ensembl release 89: ENSMUSG00000026728 – Ensembl, May 2017
4. ↑  «Human PubMed Reference:». National Center for Biotechnology Information, U.S. National Library of Medicine.
5. ↑  «Mouse PubMed Reference:». National Center for Biotechnology Information, U.S. National Library of Medicine.